# Olaf Solumsmoen
Olaf Solumsmoen (Sigdal, 19 de julio de 1896 – Oslo, 22 de septiembre de 1972) fue un editor y político noruego del Partido Laborista.

## Biografía
Nació en Sigdal y se convirtió en taquígrafo. Fue contratado en el periódico del Partido Laborista Fremtiden en Drammen, donde también participó en la política local. Finalmente abandonó la taquigrafía para convertirse en periodista. Trabajó como redactor jefe del servicio de prensa del Partido Laborista, Arbeidernes Pressekontor, entre 1931 y 1946. Durante la ocupación nazi de Noruega, de 1940 a 1945, Olaf Solumsmoen y Olav Larssen fueron los primeros editores del periódico clandestino Bulletinen. Ambos hombres fueron arrestados y encarcelados. Solumsmoen estuvo preso en el campo de concentración de Grini desde el 27 de enero de 1942 hasta el final de la guerra, el 8 de mayo de 1945.
Olaf Solumsmoen fue editor del Dagsavisen, el principal periódico del Partido Laborista, de 1946 a 1948. En 1947 se desmanteló el Comité de Información para la Reconstrucción y al año siguiente el Gabinete del Primer Ministro restauró el puesto de jefe de prensa, cargo que pasó a ocupar Solumsmoen. Fue una figura clave en el desarrollo del aparato de propaganda noruego. De 1956 a 1965 ocupó el cargo de secretario de Estado, sólo interrumpido por las tres semanas con el gobierno de Lyng en 1963. Ejerció estos cargos durante durante el segundo gabinete de Einar Gerhardsen hasta 1951, los de Oscar Torp de 1951-1955 y de 1955-1963, y el cuarto gabinete de Gerhardsen 1963-1965.

## Honores
Olaf Solumsmoen fue condecorado el 1 de julio de 1961 con la Medalla Real al Mérito de Noruega.